# Francesco Manunta

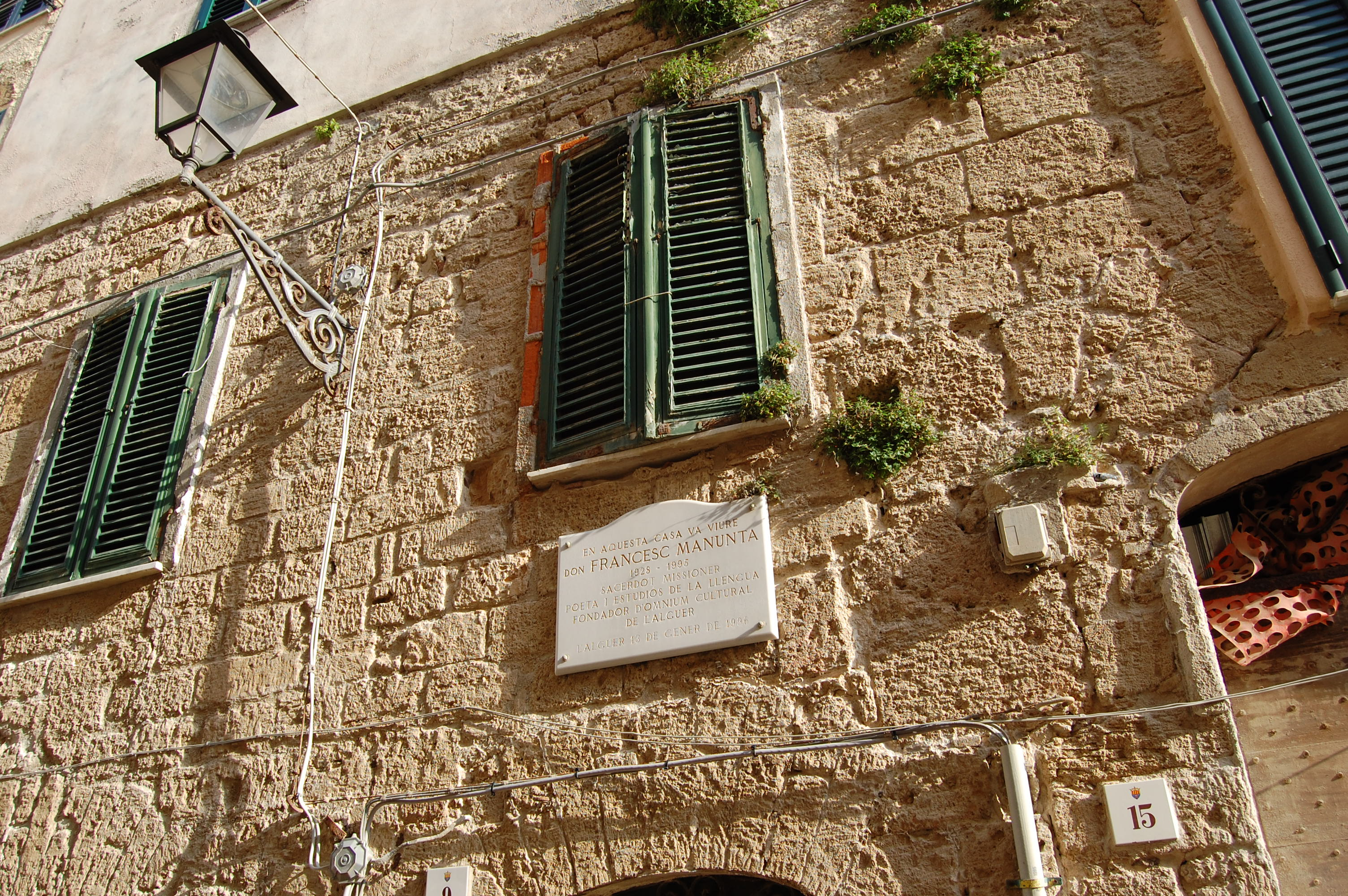
Casa donde vivió Francesco Manunta

Francesco Manunta, catalanizado Francesc Manunta i Baldino (Alguer, 1928 -1995) fue un poeta y misionero italiano, promotor de la lengua catalana.

## Vida
Fue misionero en Brasil de 1965 a 1983 y a su vuelta a Alguer comenzó su actividad en favor del catalán.  
Fue presidente del Òmnium Cultural de Alguer y recibió el Premio Creu de Sant Jordi en 1990. 

## Obra
- Catecisme alguerès (1964) con Josep Sanna,
- Les veus (1970)
- Aigües vives (1976)
- Llavors de llum (1981)
- Miques de mirall (1988)
- Transparències (1991)
- Cançons i líriques religioses de l'Alguer catalana (1990)